# القوات المسلحة السويسرية
القوات المسلحة السويسرية هي القوات المسلحة الرسمية التي تحمي سويسرا. يتكون هذا الجيش من القوات البرية السويسرية والقوات الجوية السويسرية وليس لدى سويسرا قوات بحرية لأنها لا تطل على البحر. لدى سويسرا 48 ألف جندي و 44 ألف جندية وأعمار المجندين هي من عمر 19 إلى 34 سنة، ولدى سويسرا قدرة تجنيد 3,6 مليون مجند ومجندة من عمر 16 إلى 49 في حالة الحرب.